# Danemark au Concours Eurovision de la chanson 1962
Le Danemark a participé au Concours Eurovision de la chanson 1962, alors appelé le « Grand prix Eurovision de la chanson européenne 1962 », le 18 mars à Luxembourg-Ville, au grand-duché du Luxembourg. C'est la 6e participation du Danemark au Concours Eurovision de la chanson.
Le pays est représenté par la chanteuse Ellen Winther et la chanson Vuggevise, sélectionnées au moyen du Dansk Melodi Grand Prix par Danmarks Radio (DR).

## Sélection

### Dansk Melodi Grand Prix 1962
Le radiodiffuseur danois, Danmarks Radio (DR), organise l'édition 1962 du Dansk Melodi Grand Prix pour sélectionner l'artiste et la chanson représentant le Danemark au Concours Eurovision de la chanson 1962.
Le Dansk Melodi Grand Prix 1962, présenté par Svend Pedersen, a eu lieu le 11 février 1962 à la salle de concerts des jardins de Tivoli à Copenhague.
Cinq chansons ont participé à la finale nationale. Une sixième chanson, Jeg snakker med mig selv interprétée par Gitte Hænning, aurait dû participer mais celle-ci a été disqualifiée dans le cadre de règles strictes définies par le radiodiffuseur danois, son compositeur ayant été entendu siffler l'air de cette chanson avant le début de la finale nationale à la cantine des studios de Danmarks Radio. Les chansons sont toutes interprétées en danois, langue officielle du Danemark.
Deux interprétations par chanson ont eu lieu. Des représentants précédents du Danemark à l'Eurovision participent à cette finale nationale : Birthe Wilke (1957, 1959) et Dario Campeotto (1961).
Lors de cette sélection, c'est la chanson Vuggevise interprétée par Ellen Winther qui fut choisie, avec Kai Mortensen comme chef d'orchestre.

#### Finale
| Ordre | 1er interprète  | 2e interprète    | Chanson                         | Traduction                        | Points | Place |
| ----- | --------------- | ---------------- | ------------------------------- | --------------------------------- | ------ | ----- |
| 1     | Chris Dane (da) | Dario Campeotto  | En yndigt strejf an din parfume | Un adorable extrait de ton parfum | 1      | 5     |
| 2     | Ellen Winther   | Gitte Hænning    | Vuggevise                       | Berceuse                          | 27     | 1     |
| 3     | Dario Campeotto | Chris Dane       | Carissima                       | Chère                             | 7      | 2     |
| 4     | Baard Owe (en)  | Pedro Biker (da) | Er det virk'lig sandt?          | Est-ce vraiment vrai ?            | 5      | 3     |
| 5     | Birthe Wilke    | Ellen Winther    | Et eventyr                      | Un conte de fées                  | 5      | 3     |
| –     | Gitte Hænning   | –                | Jeg snakker med mig selv        | Je parle avec moi-même            | –      | –     |

## À l'Eurovision
Chaque jury d'un pays attribue 3, 2 et 1 vote à ses 3 chansons préférées.

### Points attribués par le Danemark
| 3 points | Suède       |
| 2 points | Royaume-Uni |
| 1 point  | Allemagne   |

### Points attribués au Danemark
| 3 points | 2 points | 1 point          |
| -------- | -------- | ---------------- |
|          |          | - Italie - Suède |

Ellen Winther interprète Vuggevise en 5e position lors de la soirée du concours, suivant l'Autriche et précédant la Suède.
Au terme du vote final, le Danemark termine 10e, ex æquo avec la Norvège et la Suisse, sur les 16 pays participants, recevant 2 points.